# Werner Hartmann (Richter)
Werner Hartmann (* 1932 in Berlin; † 8. Dezember 2004) war von 1977 bis 1994 Richter am Bundesverwaltungsgericht.
Hartmann trat nach seinem Abitur im Jahre 1951 zunächst in den mittleren Verwaltungsdienst des Landes Berlin ein. Parallel zu seiner Diensttätigkeit begann er 1954 das Studium der Rechtswissenschaften. 1956 beendete er seine Tätigkeit als Berliner Verwaltungsbeamter. Das erste Staatsexamen legte Hartmann 1958 ab; 1961 wurde er zum Doktor der Rechte promoviert.
Nach der zweiten juristischen Staatsprüfung im Jahre 1962 trat Hartmann in den Justizdienst des Landes Nordrhein-Westfalen ein. 1965 folgte die Ernennung zum Landgerichtsrat und Richter auf Lebenszeit.
Hartmann wurde zunächst sowohl an das Bundesministerium der Justiz als auch als wissenschaftlicher Mitarbeiter an den Bundesgerichtshof abgeordnet, ehe er an das Bundesdisziplinargericht abgeordnet und später versetzt wurde.
Als Richter am Bundesverwaltungsgericht gehörte Hartmann ab 1977 dem 1. Disziplinarsenat an. Daneben war er Mitglied des 10. Revisionssenats.
Zum 31. Januar 1994 trat Hartmann in den Ruhestand.